# Потёмкинская улица (Николаев)
Потёмкинская у́лица (укр. Потьомкінська вулиця) — улица в исторической части города Николаева. Названа в память об основателе города князе Г. А. Потёмкине.

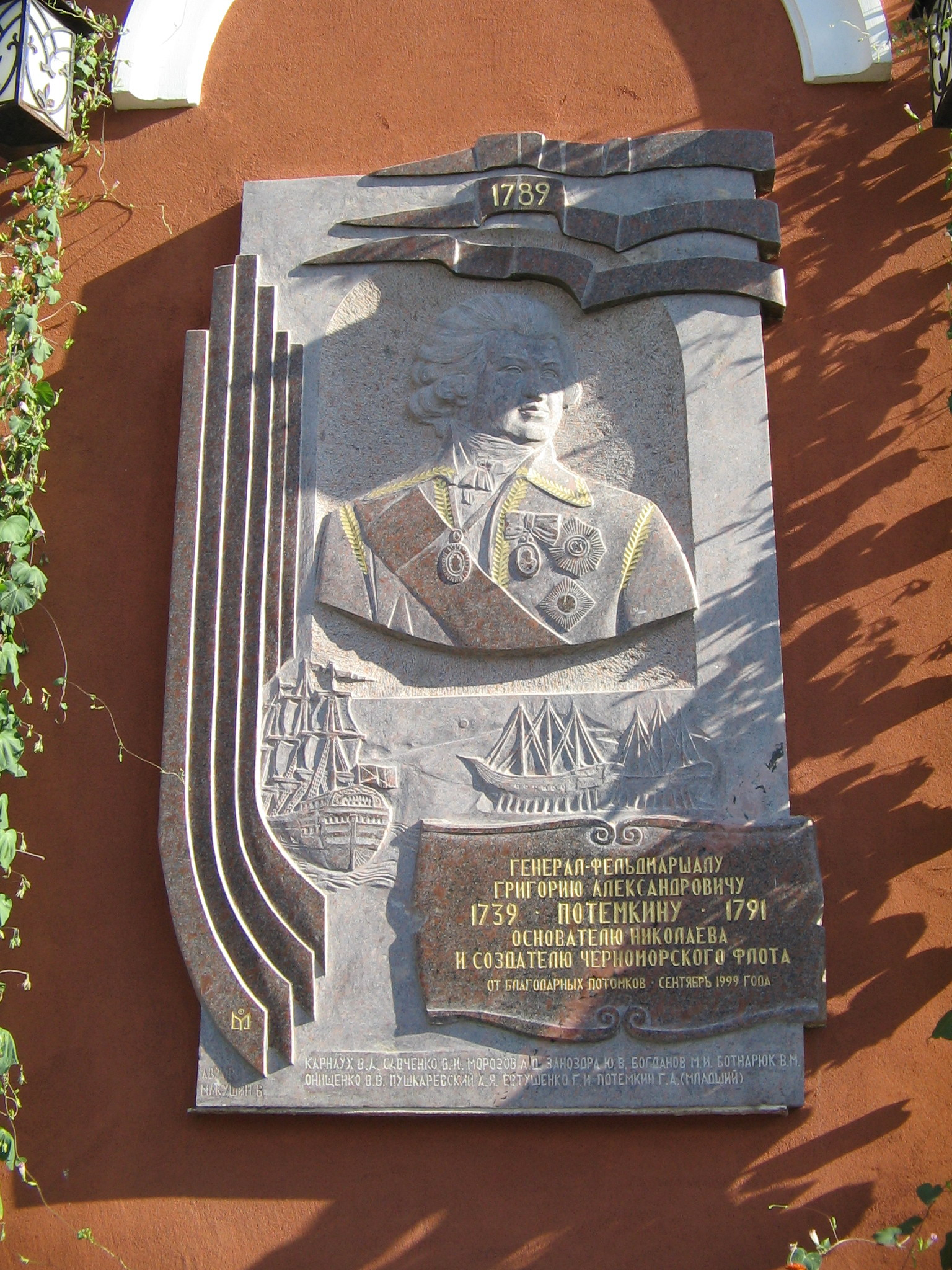
Мемориальная доска Г. А. Потёмкину на перекрёстке с Соборной улицей

## Местоположение
Потёмкинская — продольная улица старого Николаева. Она начиналась от поворотного участка Никольской улицы и заканчивалась у Садовой. В настоящее время улица проходит параллельно Большой Морской и тянется от Никольской на северо-западе до 1-й Военной улицы на востоке, упираясь в парк «Народный Сад».

## История
В 1822 году полицмейстер Павел Фёдоров предложил назвать улицу Бирженской — от извозчичьей биржи, мимо которой она проходила. Однако проект Фёдорова не был утверждён военным губернатором Николаева Алексеем Грейгом. В 1835 году полицмейстер Григорий Автономов назвал улицу Купеческой — по Рождественско-Богородичному собору, который называли Купеческим. Улица проходила мимо Красных рядов (двух кварталов торговых домов-рядов), где продавали «красный товар» — ткани разных сортов.
В 1890 году, к 100-летию Николаева, улицу переименовали в Потёмкинскую — в память об основателе Николаева. После революции, в 1920-е годы, Потёмкинскую переименовали в Плехановскую — в память о революционере-марксисте Георгие Плеханове. После 1945 года Одесскую улицу, которая продолжала Плехановскую по Садовой, также переименовали в Плехановскую, вторично изменив нумерацию домов.
С 1914 года по Потёмкинской ходит трамвай. До этого с 1904 года здесь ходила конка. Сейчас по Потёмкинской пролегает часть трамвайных маршрутов № 3 (от Декабристов до 1-й Военной) и № 1 (от Никольской до Декабристов).
В 1989 году, к 200-летию Николаева, улице вернули название Потёмкинская.

## Памятники и здания

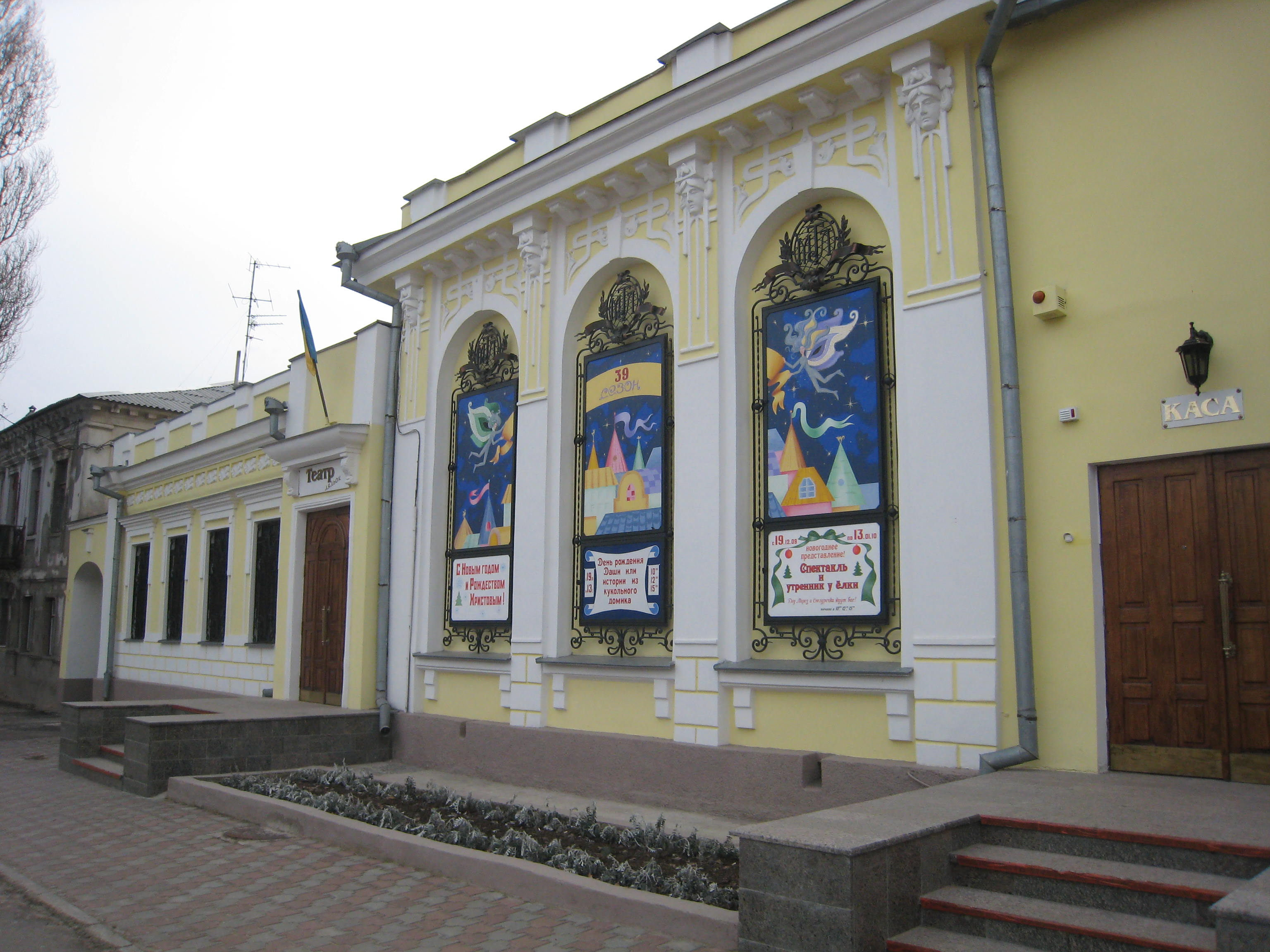
Николаевский областной театр кукол

- Дом № 27 принадлежал городскому голове А. Н. Соковнину.
- В угловом доме № 30 жила баронесса Рено (1904 г.), почётный член Николаевского благотворительного общества.
- На месте дома № 31, на углу Пушкинской и Потёмкинской улиц, со дня основания города находилась деревянная церковь во имя Святителя Николая, построенная греками. В 1812 году церковь обветшала, и вместо неё греки построили в 1813—1817 годах новую, каменную, на углу Фалеевской и Никольской улиц («Греческая церковь»), которая существует и поныне.
- На следующем квартале по нечётной стороне находится здание бывшего женского коммерческого училища, в котором впоследствии располагался судостроительный техникум и ПКБ «Прогресс».
- На углу Потёмкинской и Фалеевской в доме № 35 располагалась женская школа, а затем уездное училище (дом Вальда 1892 г.).
- По адресу Потёмкинская, 53 находится Николаевский областной театр кукол.
- На углу улиц Потёмкинской и Лягина расположен Собор Рождества Богородицы.
- На углу Потёмкинской и Соборной улиц висит мемориальная доска в честь князя Григория Потёмкина, установленная летом 1999 года по инициативе и при финансовой поддержке мецената и издателя Валерия Карнауха.
- В квартале между Соборной и Московской улицами в доме № 57 располагался «Петербургский отель» (1869 г.) Б. Сибера, взорванный во время Второй мировой войны.
- Рядом в доме № 59 — аптека Гейне (1904 г.) в готико-мавританском стиле. Сейчас в этом доме также находится аптека.
- По адресу Потёмкинская, 143а находится Центральная библиотека имени М. Л. Кропивницкого
- Парк «Народный сад».